# Nadieh
Nadieh (Den Haag, 7 september 1958 – Utrecht, 5 april 1996), pseudoniem van Karin Francine Anne Meis, was een Nederlandse singer-songwriter.

## Biografie
Nadieh kwam uit een gezin met drie oudere broers en een jongere zus. Haar vader, ingenieur Frans Meis, is Indonesisch en haar moeder, Wil Donck, is Scheveningse. Nadieh groeide op in Leiderdorp. Als kind keek ze al naar repetities van Earth and Fire, de band van Jerney Kaagman die haar jaren later een Zilveren Harp zou uitreiken. In haar tienerjaren kreeg ze muziekles van Jim ten Boske. Nadieh trad op 14 september 1979 in het huwelijk met de Iraanse scheikunde- en Bahá'ídocent Zia Reyhani met wie ze een dochter Nadie (17 november 1981) en een zoon Rafi (28 oktober 1985) kreeg. Aan het eind van haar leven woonde ze samen met Karla 'Karrie' Kemp en haar dochter Kiki. Nadieh heeft psychologie en Arabisch gestudeerd in Leiden en Amsterdam. De artiestennaam Nadieh betekent in het Arabisch 'roepster'.
Als Karin Reyhani zong Nadieh in het begin van de jaren 80 met Kees Buenen in de BB Band die hits scoorde met Stille Willie (in 1981) en Hallo je spreekt met Karin en zong ze de feministisch-getinte single Ik wil de straat terug in de band De Dupe, ook met Buenen. Nadieh brak begin 1987 in Nederland door met Windforce 11. De plaat werd veel gedraaid op Radio 3 en werd een radiohit in de destijds twee landelijke hitlijsten op de nationale publieke popzender. De plaat bereikte de 23e positie in de Nederlandse Top 40 en de 29e in de Nationale Hitparade Top 100. Het door Hans Vermeulen en Kees Buenen geproduceerde debuut studioalbum Land of Tá werd in 1987 bekroond met een Zilveren Harp en een Edison.
Het nummer Haifa blue, afkomstig van het tweede studioalbum, won in 1987 de eerste prijs in de categorie Best Singers Award op het Wereldsongfestival in Japan. In 1988 werd dit tweede album, Company of Fools, bekroond met een CD Award. Stuart en Bradley James schreven en produceren drie nummers op dit album.
In 1989 verscheen het door Larry Lee geproduceerde rockalbum No way back; het kende wat bescheiden hits. Ruth Jacott zong backing vocals op dit album en het nummer Splendid Morning (dat Nadieh had geschreven voor haar op 17-jarige leeftijd verongelukte eerste liefde Onno) was een duet met zanger Colin Blunstone. In 1991 ging Nadieh na jaren rockmuziek gemaakt te hebben folkachtige melodieuze luisterliedjes maken en in dat jaar verscheen het door Joey Balin geproduceerde album Eye on the Waves waar muzikanten als drummer Curt Cress en bassist Pino Palladino op spelen. Ondanks deze grote namen mislukte een internationale doorbraak.
In 1992 trok Nadieh zich terug uit de showbusiness. Ze verhuisde met haar kinderen naar het dorpje Rhenoy in de Betuwe en concentreerde zich op het houden van paarden en muziek maken. In 1994 bracht ze zelf het album On my own uit en enkele Indonesische songs. Ze schreef teksten voor Paul de Leeuw en Marco Borsato. In dit jaar nam ze ook het duet Ik sta (een bewerking van het Franse Là-Bas van Jean-Jacques Goldman en Sirima) op met Erik Mesie. In 1995 zong Ruth Jacott Nadiehs nummer Leef me op haar album Geheimen. Nadieh deed ondertussen met haar zusje Manon 'Nonny' een theatertoer genaamd 'Wuffelende Wolken' waarbij de zusjes zichzelf begeleidden met gitaar.

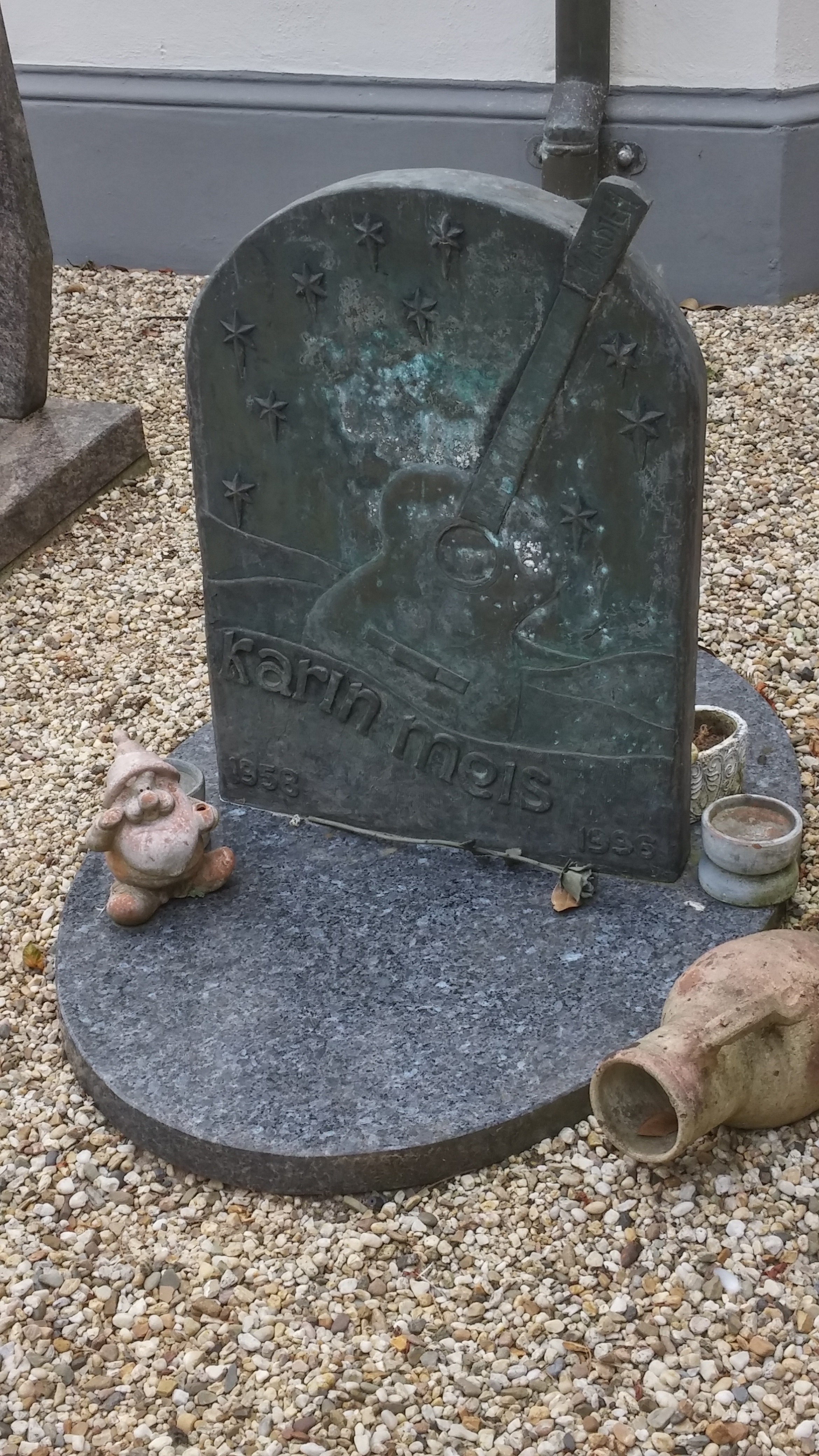
Het graf van Nadieh

Op de avond van Goede Vrijdag, 5 april 1996, overleed Nadieh in Utrecht op 37-jarige leeftijd aan de gevolgen van een longembolie en borstkanker. Van jongs af aan had ze al gezegd dat ze wist dat ze jong zou sterven. Ze werd begraven op de Hervormde begraafplaats van Rhenoy die grenst aan haar huis aan de Lingedijk. Op haar steen staan een Bahai-gedicht, een gitaar, sterren en golven afgebeeld.
In 1999 bracht de Nadieh Foundation postuum Nederlandstalig werk van haar uit op het album Leef me. In december 2006, tien jaar na Nadiehs dood, bracht de Nadieh Foundation postuum een tweede album uit: Go stand. Deze keer waren het Engelstalige songs, zelfgeschreven nummers en een cover van Elton John: I need you to turn to. Op het album staat ook een duet van Nadieh met haar dochter Nadie dat gemaakt was voor Moederdag voor de moeder van Nadieh.
In 2005 bracht de band Colors of Grey van Nadiehs dochter Nadie een folk-cd uit. In 2007 volgde Sudden Flashback.

## Prijzen
- Zilveren Harp en Edison voor Land of Tá (1987)
- Best Singers Award Yamaha World Song Festival voor Haifa Blue (1987)
- CD Award voor Company of Fools (1988)

## Discografie

### Albums
| Album met eventuele hitnotering(en) in de Nederlandse Album Top 100 | Datum van verschijnen | Datum van binnenkomst | Hoogste positie | Aantal weken | Opmerkingen |
| ------------------------------------------------------------------- | --------------------- | --------------------- | --------------- | ------------ | ----------- |
| Land of Tá                                                          | 1986                  | 08-11-1986            | 29              | 17           |             |
| Company of fools                                                    | 1988                  | 16-04-1988            | 49              | 4            |             |
| No way back                                                         | 1989                  | 03-06-1989            | 69              | 5            |             |
| Eye on the waves                                                    | 1991                  | 31-08-1991            | 78              | 4            |             |
| On my own                                                           | 1994                  | -                     | -               | -            |             |
| Leef me                                                             | 1999                  | -                     | -               | -            | postuum     |
| Go Stand                                                            | 2006                  | -                     | -               | -            | postuum     |

### Singles
| Single met eventuele hitnotering(en) in de Nederlandse Top 40 | Datum van verschijnen | Datum van binnenkomst | Hoogste positie | Aantal weken | Opmerkingen                                                             |
| ------------------------------------------------------------- | --------------------- | --------------------- | --------------- | ------------ | ----------------------------------------------------------------------- |
| Stille Willie                                                 | 1981                  | 26-09-1981            | 21              | 6            | B.B. Band - #20 / 7 wkn in de Nationale Hitparade #20 in de TROS Top 50 |
| The right to change                                           | 1986                  | -                     | -               | -            | Tipparade                                                               |
| Windforce 11                                                  | 1986                  | 24-01-1987            | 23              | 6            | #29 / 9 wkn in de Nationale Hitparade Top 100                           |
| Lovers eyes                                                   | 1986                  | -                     | -               | -            | #60 / 5 wkn in de Nationale Hitparade Top 100                           |
| Katoozazaï                                                    | 1988                  | -                     | -               | -            | #54 / 7 wkn in de Nationale Hitparade Top 100                           |
| Haifa blue                                                    | 1988                  | -                     | -               | -            |                                                                         |
| Dance to the rhythm                                           | 1988                  | -                     | -               | -            |                                                                         |
| Special love                                                  | 1989                  | -                     | -               | -            |                                                                         |
| Turn me loose                                                 | 1989                  | -                     | -               | -            |                                                                         |
| Eye on the waves                                              | 1989                  | -                     | -               | -            |                                                                         |
| Naked                                                         | 1989                  | -                     | -               | -            |                                                                         |
| Words                                                         | 1991                  | 03-08-1991            | 34              | 3            | #48 / 7 wkn in de Nationale Top 100                                     |
| Crazy love                                                    | 1989                  | -                     | -               | -            |                                                                         |
| Broken wings                                                  | 1994                  | -                     | -               | -            |                                                                         |
| Antara dua samudera                                           | 1994                  | -                     | -               | -            |                                                                         |
| Ik sta                                                        | 1994                  | -                     | -               | -            | & Erik Mesie                                                            |

### NPO Radio 2 Top 2000
| Nummer met noteringen in de NPO Radio 2 Top 2000 | '99  | '00  | '01  | '02  | '03  | '04  | '05  | '06  | '07  | '08  | '09  | '10  | '11  | '12  |
| ------------------------------------------------ | ---- | ---- | ---- | ---- | ---- | ---- | ---- | ---- | ---- | ---- | ---- | ---- | ---- | ---- |
| Windforce 11                                     | 1631 | 1127 | 1227 | 1880 | 1677 | 1613 | 1806 | 1929 | 1743 | 1708 | 1785 | 1943 | 1647 | 1896 |

1. ↑  Een vetgedrukt getal geeft de hoogste notering aan.
2. ↑  Deze tabel is bijgewerkt tot en met de meest recente editie (2024).